# Parafia św. Teresy od Dzieciątka Jezus w Górnej Grupie
Parafia św. Teresy od Dzieciątka Jezus w Górnej Grupie – rzymskokatolicka parafia dekanatu nowskiego w diecezji pelplińskiej.
Od 2013 proboszczem jest o. Krzysztof Mazurek SVD.

## Zasięg parafii
Na obszarze parafii leżą miejscowości: Bratwin, Dolna Grupa, Grupa, Michale, Mniszek, Nowe Marzy, Stare Marzy. Tereny te znajdują się w gminie Dragacz, w powiecie świeckim, w województwie kujawsko-pomorskim.